# Biathlon-Juniorenweltmeisterschaften 2020
Die Biathlon-Juniorenweltmeisterschaften 2020 (offiziell: IBU Youth/Junior World Championships Biathlon 2020) begannen am 26. Januar 2020 und endeten am 2. Februar 2020. Austragungsort war erstmals die Biathlon Arena Lenzerheide in der Graubündner Gemeinde Lantsch/Lenz. Die Schweiz richtete somit zum ersten Mal seit 1995 eine Biathlon-JWM aus.

## Medaillenspiegel
| Platz | Land               |   |   |   |   |
| ----- | ------------------ | - | - | - | - |
| 01    | Norwegen           | 5 | 3 | 1 | 9 |
|       | Russland           | 5 | 3 | 1 | 9 |
| 03    | Deutschland        | 2 | 1 | 1 | 4 |
| 04    | Frankreich         | 1 | 2 | 3 | 6 |
| 05    | Italien            | 1 | 2 | 1 | 4 |
| 06    | Schweiz            | 1 | 0 | 2 | 3 |
| 09    | Österreich         | 1 | 0 | 1 | 2 |
| 08    | Tschechien         | 0 | 4 | 0 | 4 |
| 09    | Bulgarien          | 0 | 1 | 2 | 3 |
| 10    | Slowenien          | 0 | 0 | 2 | 2 |
| 11    | Vereinigte Staaten | 0 | 0 | 1 | 1 |
|       | Belarus            | 0 | 0 | 1 | 1 |

## Zeitplan
| Datum      | Männer  | Männer                        | Frauen  | Frauen                         |
| Datum      | Uhrzeit | Wettbewerb                    | Uhrzeit | Wettbewerb                     |
| ---------- | ------- | ----------------------------- | ------- | ------------------------------ |
| 26. Januar | 11:00   | Einzel Jugend (12,5 km)       | 14:00   | Einzel Jugend (10 km)          |
| 27. Januar | 11:00   | Einzel Junioren (15 km)       | 14:00   | Einzel Juniorinnen (12,5 km)   |
| 28. Januar | 11:00   | Staffel Jugend (3 × 7,5 km)   | 15:00   | Staffel Jugend (3 × 6 km)      |
| 29. Januar | 11:00   | Staffel Junioren (4 × 7,5 km) | 14:00   | Staffel Juniorinnen (4 × 6 km) |
| 31. Januar | 11:00   | Sprint Jugend (7,5 km)        | 14:00   | Sprint Jugend (6 km)           |
| 1. Februar | 11:00   | Sprint Junioren (10 km)       | 14:00   | Sprint Juniorinnen (7,5 km)    |
| 2. Februar | 11:00   | Verfolgung Jugend (10 km)     | 12:00   | Verfolgung Jugend (7,5 km)     |
| 2. Februar | 14:15   | Verfolgung Junioren (12,5 km) | 15:20   | Verfolgung Juniorinnen (10 km) |

## Ergebnisse Jugend männlich
| Rang | Name             |
| ---- | ---------------- |
| 1    | Alexei Kowalew   |
| 2    | Ondřej Mánek     |
| 3    | Maxime Germain   |
| 4    | Martin Nevland   |
| 5    | Morten Hol       |
| 6    | Campbell Wright  |
| 7    | Damien Levet     |
| 8    | Lovro Planko     |
| 9    | Bjorn Westervelt |
| 10   | Iwan Tulazin     |

| Rang | Name           |
| ---- | -------------- |
| 1    | Martin Nevland |
| 2    | Ondřej Mánek   |
| 3    | Lovro Planko   |
| 4    | Morten Hol     |
| 5    | Iwan Tulazin   |
| 6    | Jonáš Mareček  |
| 7    | Martin Uldal   |
| 8    | Marcin Zawół   |
| 9    | Damien Levet   |
| 10   | Josef Kabrda   |

| Rang | Name              |
| ---- | ----------------- |
| 1    | Martin Nevland    |
| 2    | Damien Levet      |
| 3    | Éric Perrot       |
| 4    | Jonáš Mareček     |
| 5    | Stefano Canavese  |
| 6    | Martin Uldal      |
| 7    | Ondřej Mánek      |
| 8    | Renārs Birkentāls |
| 9    | Semjon Wdowin     |
| 10   | Iwan Tulazin      |

| Rang | Name                                                        |
| ---- | ----------------------------------------------------------- |
| 1    | NorwegenMartin Uldal Morten Tørnblad Sameien Martin Nevland |
| 2    | TschechienOndřej Mánek Josef Kabrda Jonáš Mareček           |
| 3    | RusslandAlexei Subarew Oleg Domitschek Alexei Kowalew       |
| 4    | SlowenienMatic Repnik Jernej Goropečnik Lovro Planko        |
| 5    | FrankreichÉric Perrot Victor Cullet Damien Levet            |

## Ergebnisse Jugend weiblich
| Rang | Name                |
| ---- | ------------------- |
| 1    | Linda Zingerle      |
| 2    | Ljubow Kalinina     |
| 3    | Océane Michelon     |
| 4    | Anna Gandler        |
| 5    | Maya Cloetens       |
| 6    | Alena Mochowa       |
| 7    | Hannah Auchentaller |
| 8    | Camille Coupé       |
| 9    | Lena Repinc         |
| 10   | Lea Meier           |

| Rang | Name            |
| ---- | --------------- |
| 1    | Anna Gandler    |
| 2    | Camille Coupé   |
| 3    | Linda Zingerle  |
| 4    | Alena Mochowa   |
| 5    | Ljubow Kalinina |
| 6    | Lena Repinc     |
| 7    | Frida Dokken    |
| 8    | Tereza Jandová  |
| 9    | Rebecca Passler |
| 10   | Tuva Aas Stræte |

| Rang | Name                |
| ---- | ------------------- |
| 1    | Lea Meier           |
| 2    | Rebecca Passler     |
| 3    | Anna Gandler        |
| 4    | Ljubow Kalinina     |
| 5    | Heidi Nikkinen      |
| 6    | Tuva Aas Stræte     |
| 7    | Tereza Jandová      |
| 8    | Camille Coupé       |
| 9    | Hannah Auchentaller |
| 10   | Gabriela Masaříková |

| Rang | Name                                                      |
| ---- | --------------------------------------------------------- |
| 1    | NorwegenTuva Aas Stræete Frida Dokken Maren Bakken        |
| 2    | ItalienHannah Auchentaller Linda Zingerle Rebecca Passler |
| 3    | DeutschlandEmilie Behringer Johanna Puff Selina Kastl     |
| 4    | SlowenienLena Repinc Kaja Marič Živa Klemenčič            |
| 5    | FrankreichCamille Coupé Maya Cloetens Océane Michelon     |

## Ergebnisse Junioren
| Rang | Name                        |
| ---- | --------------------------- |
| 1    | Vebjørn Sørum               |
| 2    | Jakub Štvrtecký             |
| 3    | Dsmitryj Lasouski           |
| 4    | Jørgen Brendengen Krogsæter |
| 5    | Said Karimulla Chalili      |
| 6    | Tommaso Giacomel            |
| 7    | Danilo Riethmüller          |
| 8    | Vetle Paulsen               |
| 9    | Niklas Hartweg              |
| 10   | Mikuláš Karlík              |

| Rang | Name                             |
| ---- | -------------------------------- |
| 1    | Danilo Riethmüller               |
| 2    | Said Karimulla Chalili           |
| 3    | Alex Cisar                       |
| 4    | Dsmitryj Lasouski                |
| 5    | Fredrik Qvist Bucher-Johannessen |
| 6    | Vebjørn Sørum                    |
| 7    | Niklas Hartweg                   |
| 8    | Vetle Paulsen                    |
| 9    | Mikuláš Karlík                   |
| 10   | Vítězslav Hornig                 |

| Rang | Name                             |
| ---- | -------------------------------- |
| 1    | Max Barchewitz                   |
| 2    | Vebjørn Sørum                    |
| 3    | Sebastian Stalder                |
| 4    | Sébastien Mahon                  |
| 5    | Wladislaw Kirejew                |
| 6    | Kirill Baschin                   |
| 7    | Fredrik Qvist Bucher-Johannessen |
| 8    | Didier Bionaz                    |
| 9    | Anton Vidmar                     |
| 10   | Mikuláš Karlík                   |

| Rang | Name                                                                                             |
| ---- | ------------------------------------------------------------------------------------------------ |
| 1    | RusslandKirill Baschin Daniil Serochwostow Wadim Istamgulow Said Karimulla Chalili               |
| 2    | DeutschlandMax Barchewitz Tim Grotian Julian Hollandt Danilo Riethmüller                         |
| 3    | FrankreichThomas Briffaz Guillaume Desmus Martin Bourgeois République Sébastien Mahon            |
| 4    | NorwegenVetle Paulsen Fredrik Qvist Bucher-Johannessen Jørgen Brendengen Krogsæter Vebjørn Sørum |
| 5    | SchweizSebastian Stalder Nico Salutt Laurin Fravi Niklas Hartweg                                 |

## Ergebnisse Juniorinnen
| Rang | Name                      |
| ---- | ------------------------- |
| 1    | Anastassija Schewtschenko |
| 2    | Åsne Skrede               |
| 3    | Milena Todorowa           |
| 4    | Amy Baserga               |
| 5    | Marthe Kråkstad Johansen  |
| 6    | Tereza Vinklárková        |
| 7    | Anne De Besche            |
| 8    | Lisa Spark                |
| 9    | Samuela Comola            |
| 10   | Anastassija Gorejewa      |

| Rang | Name                      |
| ---- | ------------------------- |
| 1    | Anastassija Schewtschenko |
| 2    | Åsne Skrede               |
| 3    | Milena Todorowa           |
| 4    | Lisa Spark                |
| 5    | Camille Bened             |
| 6    | Amy Baserga               |
| 7    | Juliane Frühwirt          |
| 8    | Ella Halvarsson           |
| 9    | Joanna Jakieła            |
| 10   | Anastassija Chaliullina   |

| Rang | Name                      |
| ---- | ------------------------- |
| 1    | Anastassija Chaliullina   |
| 2    | Milena Todorowa           |
| 3    | Amy Baserga               |
| 4    | Anastassija Schewtschenko |
| 5    | Tereza Vinklárková        |
| 6    | Samuela Comola            |
| 7    | Camille Bened             |
| 8    | Juliane Frühwirt          |
| 9    | Marthe Kråkstad Johansen  |
| 10   | Beatrice Trabucchi        |

| Rang | Name                                                                                          |
| ---- | --------------------------------------------------------------------------------------------- |
| 1    | FrankreichCamille Bened Laura Boucaud Lou Anne Chevat Paula Botet                             |
| 2    | RusslandAnastassija Chaliullina Anastassija Gorejewa Alina Kudisowa Anastassija Schewtschenko |
| 3    | NorwegenÅsne Skrede Mari Wetterhus Marthe Kråkstad Johansen Juni Arnekleiv                    |
| 4    | DeutschlandFranziska Pfnür Sabrina Braun Lisa Spark Juliane Frühwirt                          |
| 5    | TschechienPetra Suchá Tereza Voborníková Klára Polednová Tereza Vinklárková                   |